# Augustin Theiner
Augustin Theiner (* 11. April 1804 in Breslau; † 8. oder 9. August 1874 in Civitavecchia) war ein deutscher Kirchenrechtler und Historiker.

## Leben
Augustin Theiner studierte in Breslau und Halle Jura (Abschluss 1829). Zusammen mit seinem Bruder Johann Anton Theiner (1799–1860) veröffentlichte er noch als Student ein materialreiches zölibatskritisches Buch von lange bleibender Bedeutung. Aber die Hoffnungen, dass der Deutschkatholizismus zu einer umfassenden Reform der Kirche führen werde, waren kühn. Während sein Bruder an der Universität Breslau lehren durfte, jedoch später vom Breslauer Bischof Diepenbrock exkommuniziert wurde, erhielt Augustin Theiner ein Stipendium des Königreiches Preußen für weitere Studien in Belgien, England und Frankreich. Er forschte kritisch nach den Ursprüngen des kanonischen Rechts. In Rom konnte er manche Arbeiten vollenden. Er wurde Ende der 1830er Jahre zum Priester geweiht. Er erhielt Zugang zu den päpstlichen Archiven und schrieb die gewünschten Auftragswerke. 1840 wurde er zum Consultor der Indexkongregation ernannt. 1851 wurde er Koadjutor des Präfekten des Vatikanischen Geheimarchivs und 1856 dessen Präfekt.
Theiner arbeitete gewissermaßen als Geheimagent, der die archivarische Arbeit liebte und die Quellen der päpstlichen Macht und deren System aufspüren wollte. Dies durchaus in der Ambivalenz unbedingter katholischer Zugehörigkeit, die die ganze Geschichte aus diesen konfessionellen Fronten interpretierte, dabei parteilich, apologetisch, selektiv vorging und womöglich praktisch bereit war für die Befreiung des vom Liberalismus bedrohten Papstes mit einem Freiwilligenheer. Zugleich war er gebildet genug, um die Wissenschaftlichkeit neben die Konfessionalität zu setzen. Auch Johann Friedrich von Schulte war als Kirchenrechtler ein streitbarer Katholik und stieß sich am Zölibat und geistiger Enge. Der Hexenforscher Wilhelm Gottlieb Soldan widmete Theiner fast ein eigenes Buch, in dessen Vorwort auch die menschlichen Fragen der Konfessionsgrenzen freundschaftsbereit angesprochen werden.
Wegen Theiners Kritik an der Rolle von Jesuiten während des Pontifikats von Clemens XIV. zog ihn der jesuitische Historiker Jacques Crétineau-Joly in einen Disput. In Deutschland übten nun auch einige katholische Gelehrte – an den Universitäten in Breslau, Bonn, Tübingen, München – zunehmend schärfere Kritik an den Jesuiten und forderten freie Wissenschaft auch für Theologen. Theiner hatte Kontakt mit Félicité de Lamennais und war befreundet mit Ignaz von Döllinger. Sie alle – und zum Teil andere wie Lord Acton – bildeten vor dem Ersten Vatikanischen Konzil (1869/1870) eine Oppositionsbewegung gegen die geplante Dogmatisierung der päpstlichen Unfehlbarkeit.
Die Münchner Veröffentlichungen von Johann Nepomuk Huber, Johannes Friedrich, Döllinger und Franz Heinrich Reusch gehen auf seine Aktenweitergaben zurück. Die Publikation unter dem Pseudonym „Janus“ sorgte für Aufsehen.
Nachdem deutlich wurde, dass der Verantwortliche des Geheimarchivs selbst die Geschäftsordnungen des Konzils von Trient verraten hatte, wurde er seiner Ämter enthoben. Die im Aufbau befindliche altkatholische Kirche bemühte sich um ihn, doch beteiligte er sich nicht daran. Sie blieb mit ihm in Briefwechsel und Gespräch und versicherte, dass Theiner altkatholische Positionen habe, doch wird von katholischer Seite sein Abfall bestritten. Einer der führenden Köpfe des altkatholischen Klerus kolportierte Theiners Stellung zum Konzil. Danach hätte die jesuitische Partei am Vatikanische Konzil versucht, „die Bischöfe über den unfehlbaren Papst umso besser beherrschen zu können und dann mit ihrer Hilfe den Klerus [zu] verdummen und [zu] knechten“.
In seinen letzten Lebensjahren versuchte Augustin Theiner, die ihm noch zugänglichen Akten (eigene Abschriften) zur (unberechtigten) Publikation zu bringen. Der standhafteste Oppositionsbischof, der sich erst als letzter – nach Jahren – dem neuen Dogma der Unfehlbarkeit unterwarf, Josip Juraj Strossmayer aus Zagreb, ermöglichte die sehr kritisch arrangierte Publikation. Theiners Leben ging zur Neige und eine zuverlässigere Ausgabe erschien bereits bei der Görres-Gesellschaft.
Augustin Theiner wurde auf dem deutschen Friedhof in Rom beigesetzt. Sein Grabdenkmal schuf der Freiburger Bildhauer Julius Seitz.

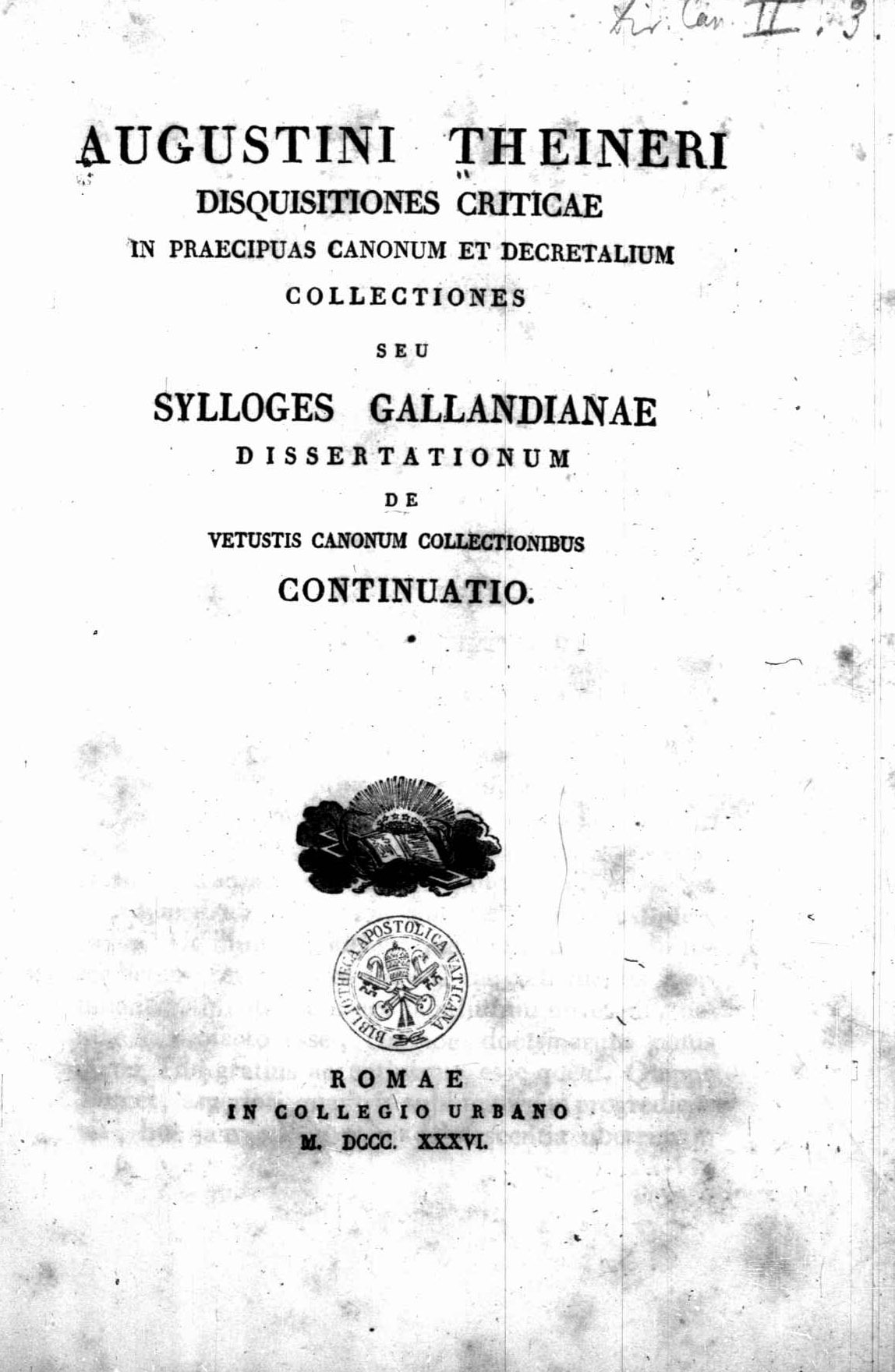
Exemplar der Disquisitiones criticae in praecipuas canonum et decretalium collectiones von 1836

## Werke
- mit Anton Theiner: Die Einführung der erzwungenen Ehelosigkeit bei den christlichen Geistlichen und ihre Folgen  2 Bände  Altenburg 1828 Zweiter Band; Neuauflage: Barmen 1892 (Rezension: Katholik XXXIII, 1829, 354f)  Neubearbeitung durch Friedrich Nippold 1893. Im Auszug mit bibliographischen Einführungen und Ergänzungen neu herausgegeben von W. Mehnert. 1932 (1829 durch die römisch-katholische Glaubenskongregation auf den Index der verbotenen Bücher gesetzt)[9]
- Über Ivo’s vermeintliches Decret: ein Beitrag zur Geschichte des Kirchenrechts, und ins Besondere zur Critik der Quellen des Gratian; nebst e. Quellen-Anh. Mainz: Florian Kupferberg, 1832.
- Geschichte der geistlichen Bildungsanstalten. Mainz u. a.: Kupferberg, 1835.
- Sammlung einiger wichtiger Aktenstücke zur Geschichte der Emanzipation der Katholiken in England. Mainz 1835
- Disquisitiones criticae in praecipuas canonum et decretalium collectiones. Rom 1836
- Histoire de ma conversion. Paris 1838 (um Priester zu werden)
- Schweden und seine Stellung zum heiligen Stuhl unter Johann III, Sigismund III und Karl IX. Nach geheimen Staatspapieren. 2 Bände, Augsburg, Kollmann 1838/39
- Versuche und Bemühungen des hl. Stuhles in den letzten 3 Jahrhunderten, die durch Ketzerei u. Schisma von ihm getrennten Völker des Nordens wiederum mit der Kirche zu vereinen. Nach geheimen Staatspapieren. Band 1, Teil 1 u. 2 auch u.d.T.: Schweden u. seine Stellung z. hl. Stuhle unter Johann III., Sigismund III. u. Karl IX. 2 Teile. Mit Urkundenbuch, Regensburg 1838–1839
- Die neuesten Zustände der Katholischen Kirche beider Ritus in Polen und Rußland seit Katharina II. bis auf unsere Tage: mit einem Rückblick auf die Russische Kirche und ihre Stellung zum heiligen Stuhle seit ihrem Entstehen bis auf Katharina II. bis auf unsere Tage; mit einem Bande Dokumente / Philippus Neri. Augsburg: Kollmann, 1841.
- Geschichte der Zurückkehr der regierenden Häuser von Braunschweig und Sachsen in den Schooss der Katholischen Kirche im achtzehnten Jahrhundert und der Wiederherstellung der katholischen Religion in diesen Staaten. Nach und mit Originalschreiben. Einsiedeln: Benziger 1843
- Die Staatskirche Rußlands im Jahre 1839. Nach den neuesten Synodalberichten dargestellt von einem Priester aus der Kongregation des Oratoriums, Schaffhausen: Hurter 1844. 2., unveränd. Aufl. Schaffhausen: Hurter, 1853
- Schenkung der Heidelberger Bibliothek durch Maximilian I. Herzog und Churfürsten von Bayern an Papst Gregor XV. und ihre Versendung nach Rom: Mit Originalschriften. München: Lit. Art. Anst., 1844
- Herzogs Albrecht von Preussen, gewesenen Hochmeisters des deutschen Ordens, erfolgte, und Friedrich I. Königs von Preußen versuchte Rückkehr zur katholischen Kirche: nach und mit Original-Urkunden. Augsburg: Kollmann, 1846.
- Lettere storico-critiche Neapel 1849 (gegen Rosmini)
- Der Cardinal Johann Heinrich Gf. v. Frankenberg, EB v. Mecheln, Primas von Belgien, u. sein Kampf f. die Freiheit der Kirche u. die bischöflichen Seminarien unter Kaiser Josepf II., Freiburg 1850
- Zustände der kath. Kirche in Schlesien v. 1740–1758 u. die Unterhandlungen Friedrichs II. u. der Fürstbisch. v. Breslau, des Kard. Ludwig Ph. Gf. v. Sinzendorf u. Ph. Gotth. Fürsten v. Schaffgottich mit dem Papst Benedikt XIV. Mit Dokumenten aus dem geheimen Arch. des hl. Stuhles, 2 sv., Regensburg 1852
- Clemens XIV. und die Jesuiten  in: Leu. J. B. (Hrsg.): Geschichte des Pontificats Clemens XIV.  Luzern 1853
- Geschichte des Pontificates Clemens XIV., nach unedirten Staatsschriften aus dem geheimen Archiv des Vaticans. 2 Bände Mit dem Bildniß Clemens’ XIV., Leipzig und Paris: Didot 1853 (mit Vorwürfen gegen Jesuiten)
- Die Fortsetzung der Annalen des Baronius (3 vols., 1856)
- Documents inédits relatifs aux affaires religieuses de la France (1790–1800). Paris 1857
- Vetera monumenta Hungariae (2 vols., 1859–60)
- Poloniae et Lithuaniae (4 vols., 1860–64)
- Codex dominii temporalis apostolicae sedis (3 vols., 1861–62)
- Die zwei allgemeinen Concilien von Lyon 1245 und von Konstanz 1414 über die weltliche Herrschaft des Heiligen Stuhles. italienisch 1861. deutsch von Fressler. Freiburg 1862
- Monumenta vetera Hibernorum et Scotorum historiam illustrantia quae ex Vaticani, Neapolis ac Florentiae tabulariis deprompsit et ordine chronologicio disposuit Augustin Theiner. Rom 1859
- Monumenta spectantia ad unionem ecclesiarum Graecae et Romanae. Wien 1872
- Vetera Monumenta Slavorum Meridionalium. 1. Band Rom 1863. 2. Band Zagreb 1874
- Acta genuina Concilii Tridentini, 2 Bände Agram (= Zagreb) 1874. (nach Hurter: opus indiligens et infidum)

## Editionen mit von Theiner beschafftem Material
- Janus: Der Papst und das Concil. [Nach den in der Allgemeinen Augsburger Zeitung (AAZ) erschienenen Artikel: Das Konzil und die Civilta, Autorschaft Döllinger/Huber] Steinacker, Leipzig 1869. 2. Auflage mit Quellennachweisen von Joh. Friedrich, München 1892. Neudruck der 2. Aufl.: Das Papsttum. Darmstadt WBG 1969.
- Ignaz von Döllinger, Franz Heinrich Reusch: Geschichte der Moralstreitigkeiten in der römisch-katholischen Kirche seit dem 16. Jahrhundert: mit Beiträgen zur Geschichte und Charakteristik des Jesuitenordens / auf Grund ungedruckter Aktenstücke bearb. 2 Bände. Beck, Nördlingen 1889. Neudruck Scientia, Aalen 1968.
- Ignaz von Döllinger: La Papauté: son origine au Moyen Age et son développement jusque’ en 1870; avec notes et documents de J. Friedrich. A. Giraud-Teulon (Übersetzer). Alcan, Paris 1904 (französisch).